# Група вікових лип та каштанів
Гру́па вікови́х лип та кашта́нів — ботанічна пам'ятка природи місцевого значення в Україні.
Розташована в межах Городоцького району Львівської області, в центральній частині міста Городок (територія середньої школи № 2). 

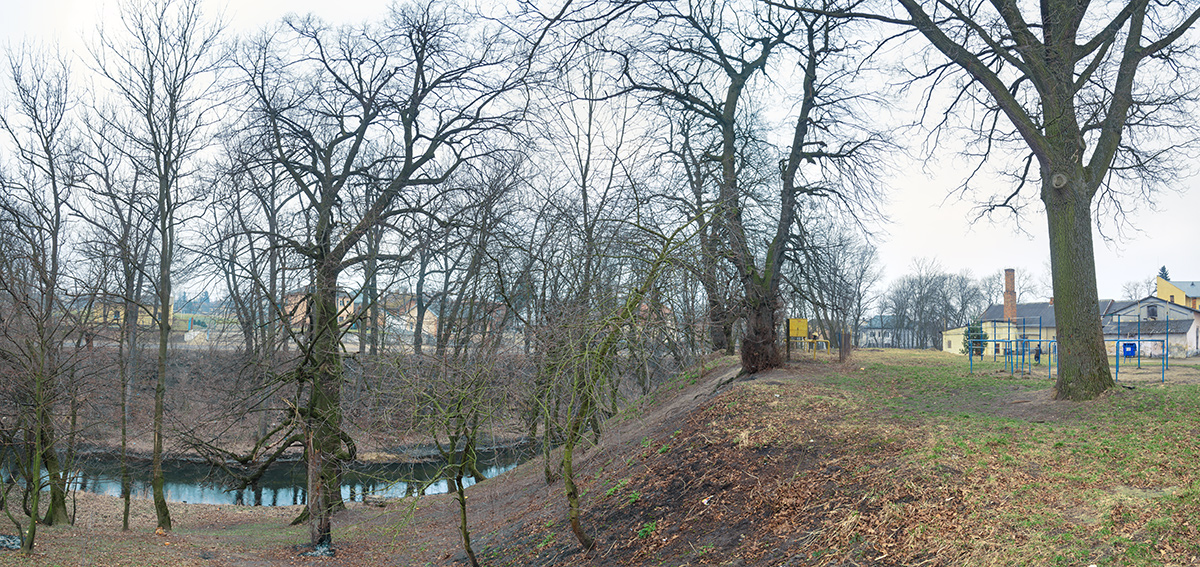
Група вікових дерев близ школи

Площа 0,35 га. Статус надано згідно з рішенням Львівського облвиконкому від 09.10.1984 року, № 495. Перебуває у віданні СШ № 2. 
Статус надано з метою збереження насаджень вікових лип і каштанів. 